# Хван, Май Ундеевич
Май Унде́нович (Ундеевич) Хван (род. 1 мая 1929, Чисинхо, Никольск-Уссурийский уезд, Приморская губерния, СССР) — Заслуженный тренер СССР (1958), Заслуженный тренер Казахской ССР (1961 г. — с учреждения звания в КазССР), профессор Казахской академии спорта и туризма, кандидат биологических наук (1966), член Ассоциации корейцев в Казахстане.
Является первым в Казахстане мастером спорта по конькобежному спорту.
Удостоен звания Почетного гражданина г. Акмолинска в 1959 году; звания Почетного гражданина г. Алма-Аты в 1972 году.

## Биография
Родился 1 мая 1929 года в селе Чисинхо Уссурийского района Приморского края. Отец — Унден Хван (1899—1989). Мать — Вера Александровна (1905—1979).
Во время Великой Отечественной войны работал на строительстве Казсельмаша.

### Образование
С 1946 г. по 1949 г. — Сортавальский техникум физической культуры, г. Петрозаводск
С 1949 г. по 1953 г. — Институт физической культуры им. П. Ф. Лесгафта.
После его окончания учился в Ленинградском мореходном училище.

### Спортивная деятельность
Работает с 1953 года в Казахском институте физической культуры (с 1998 г. — КазАСТ). С 1954 по 2000 год подготовил 117 мастеров спорта.
М. Хван внес большой вклад в становление и развитие конькобежного, велосипедного спорта и фигурного катания в Казахстане. С 1954 по 1988 годы он тренировал сборную Казахстана по конькобежному спорту. Более 20 лет привлекался для работы тренером сборных команд СССР.
Он подготовил свыше 100 мастеров спорта СССР, в их числе участники Олимпийских игр, чемпионы мира и Европы по конькобежному спорту Юрий Малышев, Владимир Гейдерих, Капитолина Серёгина, Людмила Воронина (Миронова), Валерий Троицкий, Александр Керченко, Олег Шабаров, Геннадий Подковыров, Игорь Назаров, Юрий Трошин, Наталья Солдатова и другие. Более 30 его воспитанников стали Заслуженными тренерами СССР и КазССР. За подготовку спортсменов высокого класса в 1958 году ему первому среди тренеров Казахстана присвоено звание «Заслуженный тренер СССР». За плодотворную деятельность М. Хван награждён Почетными грамотами Верховного Совета Казахской ССР, Знаками «Заслуженный работник культуры Республики Казахстан», «Почетный деятель спорта РК».

### Семья
Сестра — Раиса Хван (1920 г. р.) заслуженный медработник СССР, проживает в г. Астана с 1937 г.
Брат — Карл Хван (1926—2016) кандидат сельскохозяйственных наук, пенсионер, проживал в г. Алматы
Жена — Хван (Киреева) Людмила Степановна (1934 г. р.)
Труды:
- Тренировка конькобежцев высокой квалификации в условиях среднегорья / М. У. Хван, А. С. Иванов, А. Н. Макогонов. — Алма-Ата: Казахский институт физической культуры, 1978.
- Тренировка в среднегорье на разных этапах подготовки спортсменов / А. С. Иванов, А. Г. Зима, М. У. Хван. — Алма-Ата: КазИФК, 1981.